# 大武級救難艦
大武級救難艦是中華民國海軍首種具備拖帶萬噸以上船隻能力的救難艦，主要負責執行海軍艦艇救援與拖帶任務，另能支援公務單位或民間船舶進行人道救援任務。本級艦被用以替換第二次世界大戰時期建造的大湖級救難艦與大同級遠洋拖船，使海軍在冬季海象不良時仍能有效執行任務。

## 發展
中華民國海軍自二戰後陸續接收大湖級救難艦與大同級遠洋拖船，然而這兩種救難艦因非作戰艦艇與預算排擠等因素而無法更新，導致其服役時間皆超過70年。2016年6月20日，海軍司令部發布「海軍未來12項建軍規劃」報告書，其中包含建造多種新型作戰艦艇的計畫，救難艦也必須同步更新以支援這些新型艦艇。為此，海軍對新型救難艦提出了以下技術需求：
- 雙俥、雙舵及可變螺距螺槳推進器，具艏、艉輔助推進系統，可原地360度旋轉與側向移動。
- 具動態穩定系統（可於海象4級下執行救難及水下打撈任務，並於海象5級（含）、海流2.5節以下具定位能力執行救難作業）。
- 可拖帶3萬噸（含）以上之船隻，最大負荷可滿足至10萬噸。
- 具海上消防噴灑作業能力及海洋污染基本處理能力。
- 可視任務搭載水下遙控載具系統（ROV）（作業深度200公尺以上）及水下救援裝備等救難系統（潛水鐘）。
- 具直升機救援平台及人員救難艇。

中華民國國防部於2018年8月28日以「安海計畫」為名編列新台幣36億5,800萬2千元的預算建造首艘新型救難艦。該艦的建造標案於2020年12月2日由台灣國際造船以新台幣29億7,516萬元得標，並於翌年8月4日開始建造，2024年10月23日交付海軍，命名為「大武軍艦」。
由於大武軍艦並不具備潛艦的深海救援能力，中華民國海軍另編列101億元預算籌建潛艦救難艦，以在陸續籌獲海鯤級潛艦時建立完整的深海救援能量，預計2027年啟動建案。

## 設計

### 艦體
大武級救難艦採用全電力推進系統與可變螺距車葉，艦艏具有兩座油/水受補站，艦舯有兩座移動式海上乾貨受補站，艦艉另有一座垂直整補站。艦體左舷處有一艙門，其中搭載釋放與回收遙控潛水器（ROV）之吊臂，潛水器之控制室亦在左舷艙門處。
為在海上維持定位以進行救難及水下打撈任務，大武級救難艦上裝有DP1級動態定位系統，可在海況4級以下、流速1.5節以下的環境中調控俥、舵、艏側推進器、艉側推進器與伸縮式全向推進器以保持艦體的絕對位置與方向。此套系統也可讓艦體在原地旋轉360度或側向移動，方便艦上人員在狹小的港內操艦。

### 救難系統
大武級救難艦的艦體後部裝有一座拖纜絞機系統，可在船速6節、海況4級的狀況下拖帶十萬噸級的船隻。除此之外，本級艦上備有4座射程達120公尺的消防水槍，可澆滅難船上的火勢；全艦灑水系統則能讓救難艦免受火勢波及，或在核生化環境中進行艦體的清洗。艦上另搭載最大潛深100公尺之潛水鐘，可在4級海況下容納3人作業；最大潛深達500公尺之遙控潛水器則可搭載30公斤之酬載於100公尺範圍內進行搜索。

### 整合式儎台管理系統
大武級救難艦裝有國家中山科學研究院研發的整合式儎台管理系統（IPMS）。該系統採用商业现货軟硬體，可控制艦體的推進模組、電力模組、艙面系統模組、輔機模組、壓載模組、損害管制模組、安全監視模組等子系統，並以三階式雙環光纖骨幹網路與艦內外通訊整合系統（ICS）與整合艦橋管理系統（IBS）連結，使艦上官兵可透過此套系統掌握全艦的狀態。此系統另附有艦上訓練模式模組，可供人員熟悉系統的操作訓練。

## 同級艦
| 舷號    | 艦名 | 承造船廠     | 起造日期     | 安放龍骨日期  | 下水日期      | 交船日期       | 成軍日期 | 備註   |
| ------- | ---- | ------------ | ------------ | ------------- | ------------- | -------------- | -------- | ------ |
| ARS-571 | 大武 | 台灣國際造船 | 2021年8月4日 | 2022年3月15日 | 2023年3月27日 | 2024年10月23日 |          | 原型艦 |

## 圖集

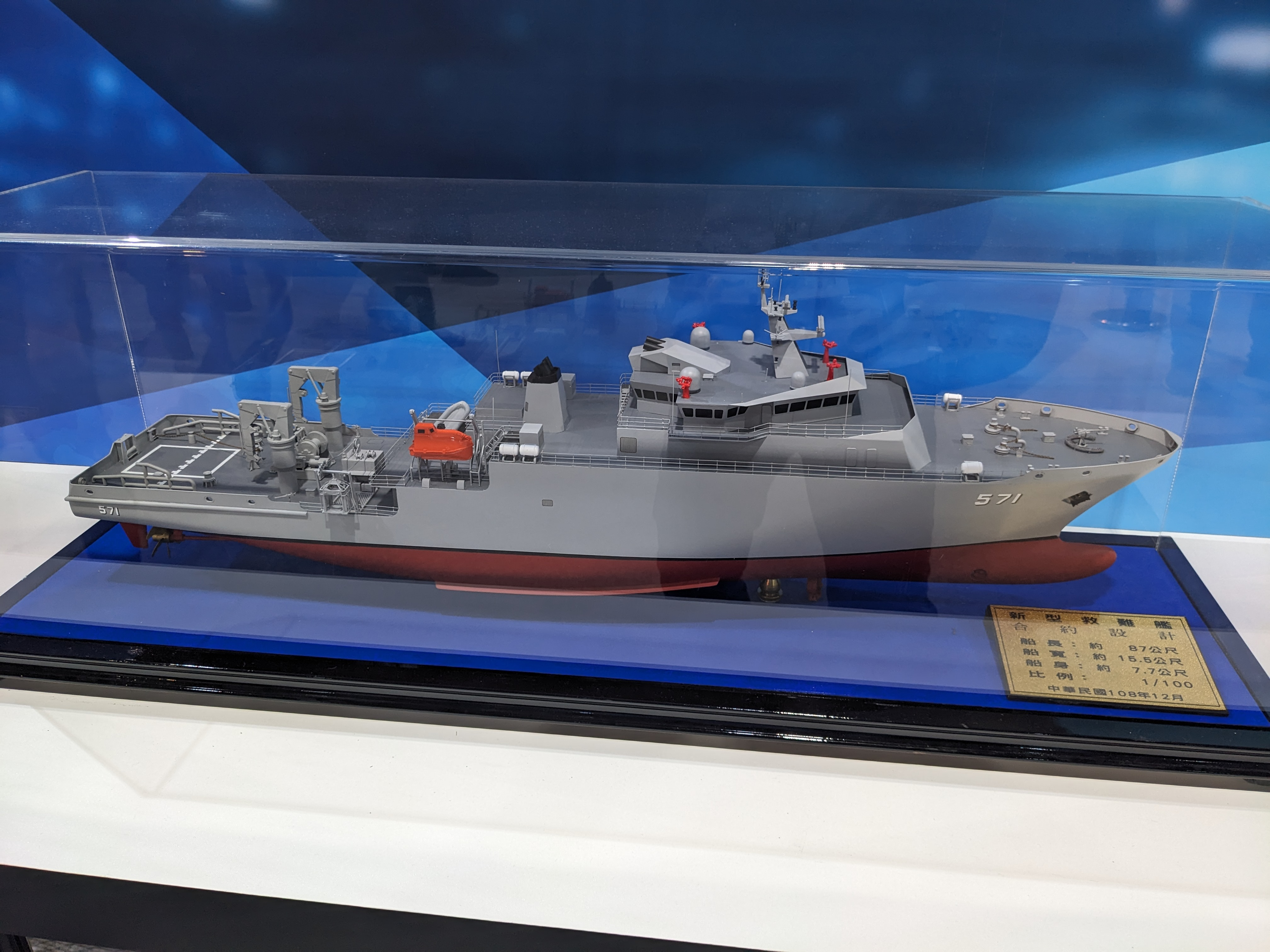
大武軍艦模型
大武軍艦的艦橋
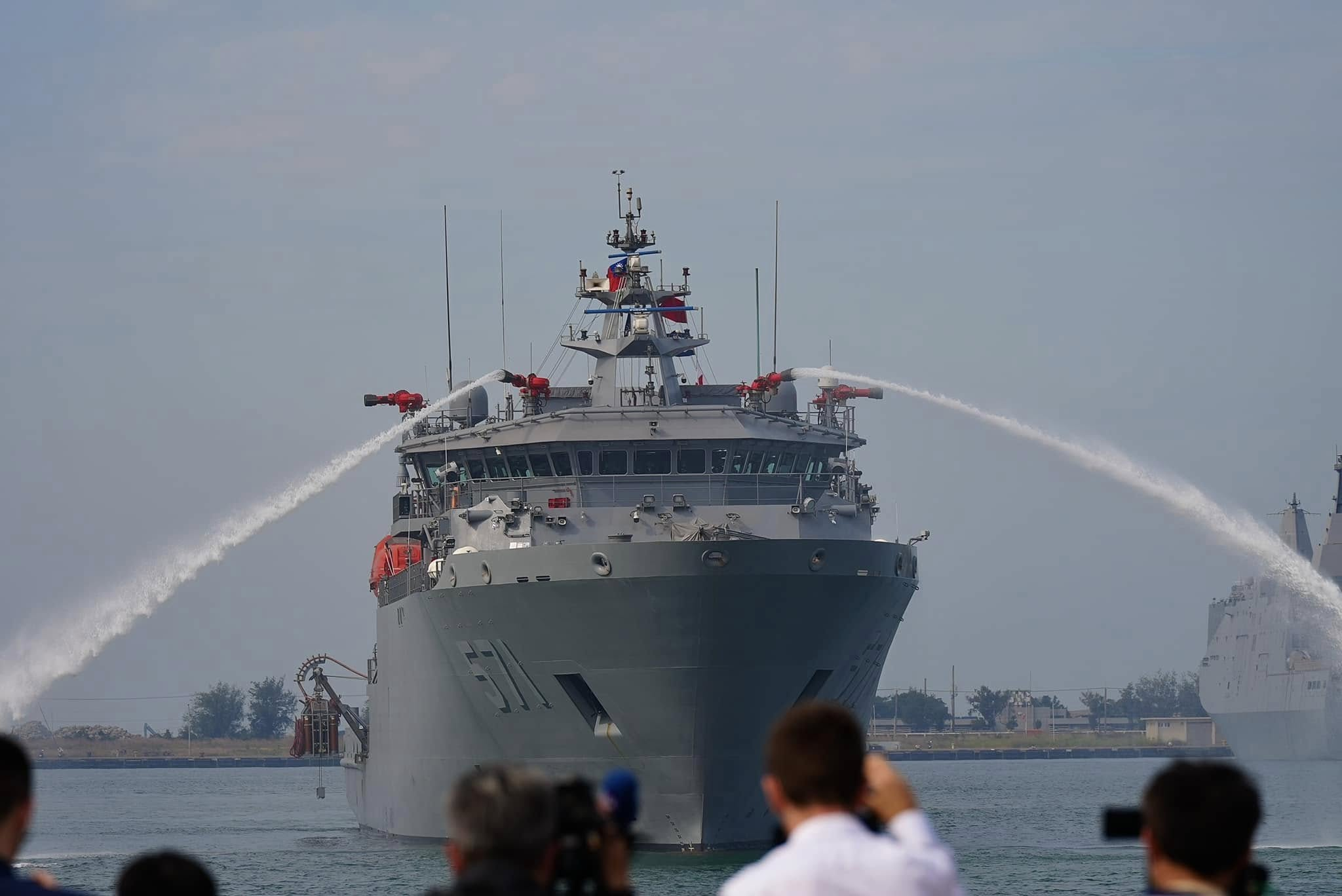
大武軍艦展示消防水砲與潛水鐘吊掛